# Shigella sonnei
Shigella sonnei es el principal patógeno bacteriano causante de la shigelosis. Se trata de microorganismos infecciosos descubiertos hace 100 años por un científico japonés llamado Shiga, de quien tomaron su nombre. 

## Taxonomía
Hay varias clases diferentes de bacterias Shigella: 
- Shigella sonnei, conocida también como Shigella del “Grupo D”, que ocasiona más de dos terceras partes de todos los casos de shigelosis en el mundo.

- Shigella flexneri, o Shigella del “Grupo B”, ocasiona casi todas las infecciones restantes.

- Otros tipo de Shigella, que son raros en el mundo en desarrollo, si bien continúan siendo causas importantes de enfermedad. Un tipo que se encuentra en los países del mundo en desarrollo, Shigella dysenteriae, del tipo 1, ocasiona epidemias mortíferas de disentería bacilar.

## Infección
Un pequeño inóculo (10 a 200 microorganismos) es suficientes para causar la infección. El periodo de incubación es de 12 h hasta 6 días, normalmente entre 2 y 4 días.
Las infecciones con Shigella pueden contraerse por comer alimentos contaminados con aspecto y olor normales. Los alimentos pueden contaminarse por contacto con personas infectadas que los manipulan y se olvidan de lavarse las manos con jabón después de utilizar el baño. Las legumbres pueden contaminarse si se cosechan de un campo en el que el riego se contamina por residuos fecales. Las moscas pueden procrear en heces infectadas y luego contaminar los alimentos. Las infecciones con Shigella también pueden adquirirse al beber o bañarse en agua contaminada. El agua puede contaminarse si recibe aguas residuales o si alguien con shigelosis se baña en ella.

### Tipos de enfermedad
La mayoría de las personas infectadas con Shigella contraen diarrea, fiebre y calambres estomacales a partir de un día o dos después de su exposición a la bacteria. La diarrea es a menudo sanguinolenta. La shigelosis se resuelve de ordinario en 5 a 7 días. En algunas personas, especialmente en los niños de corta edad y los ancianos, la diarrea puede ser tan grave que el paciente necesite ser hospitalizado. Una infección aguda con fiebre elevada también puede ir acompañada de ataques o convulsiones en niños menores de 2 años de edad. 
Además, Shigella alcanza la submucosa del colon distal y es capaz de ulcerar esos tejidos, pero solo produce bacteriemia en casos absolutamente excepcionales. Sin embargo, al causar afectación colónica provoca una reacción inflamatoria intensa con moco y pus, pudiendo formarse úlceras sangrantes, por lo que las deposiciones son de pequeño volumen y pueden ir acompañadas de moco y sangre dando lugar, en conjunto, al cuadro denominado disentería bacilar. S. dysenteriae es la especie que suele producir cuadros clínicos más graves.

### Transmisibilidad
Las shigelas tienen como único reservorio al hombre y su dosis infectante mínima es pequeña, lo que permite su transmisión no sólo a través de los alimentos, sino también a través del agua y por contacto directo entre niños en las guarderías. Algunas personas infectadas pueden no tener ningún síntoma pero aún transmitirán la bacteria Shigella a otras. Sin embargo, como todos los microorganismos de transmisión fecal-oral cuyo único reservorio es humano (shigelas y Salmonella typhi), pueden llegar a erradicarse con medidas de higiene personal y ambiental. 

### Profilaxis
Las infecciones por Shigella se mantienen como un problema de salud pública en el panorama mundial, asociándose a bajo nivel de vida en países en desarrollo y a grupos de riesgo o personas que viajan desde países industrializados a sitios de endemia.
No hay vacuna para prevenir la shigelosis. Sin embargo, la propagación de Shigella de una persona infectada a otras personas puede detenerse mediante lavado cuidadoso y frecuente de las manos con jabón. Es recomendable utilizar después del lavado adecuado de las manos, desinfectantes como cloro casero, o líquidos bactericidas.
Las personas que tienen shigelosis no deberían preparar alimentos o servir agua a otras personas hasta que se ha demostrado que han dejado de ser portadoras de la bacteria Shigella. 
Para la industria alimentaria, se pueden adoptar ciertas medidas que previenen esta enfermedad como son el escaldado de los alimentos, ya que el agua tratada o hervida, evita la propagación de la bacteria; además de utilizar frutas y verdudas sin piel para la producción de alimentos procesados. O bien, disminuir al mínimo el contacto directo de los alimentos con las manos y cocinar los alimentos intensamente y conservar por debajo de 4 °C.